# فابینیو
فابیو هنریکه تاوارس (پرتغالی: Fábio Henrique Tavares؛ زادهٔ ۲۳ اکتبر ۱۹۹۳) بازیکن فوتبال اهل برزیل است که در پست مدافع میانی و هافبک دفاعی برای باشگاه الاتحاد در لیگ حرفه ای عربستان بازی می‌کند.
وی در سال ۲۰۱۸ از نظر مجله فاکس اسپورت جزو ۸ انتقال برتر فوتبال جهان قرار گرفت.

## آمار ملی

### بازی‌های ملی
تا تاریخ ۲ دسامبر ۲۰۲۲
| برزیل | برزیل | برزیل | برزیل  |
| سال   | بازی  | گل    | پاس گل |
| ----- | ----- | ----- | ------ |
| ۲۰۱۵  | ۳     | ۰     | ۰      |
| ۲۰۱۶  | ۱     | ۰     | ۰      |
| ۲۰۱۸  | ۳     | ۰     | ۱      |
| ۲۰۱۹  | ۵     | ۰     | ۰      |
| ۲۰۲۱  | ۱۰    | ۰     | ۰      |
| ۲۰۲۲  | ۷     | ۰     | ۰      |
| مجموع | ۲۹    | ۰     | ۱      |

## زندگی شخصی
فابینیو در سال ۲۰۱۵ با ربکا تاوارس ازدواج کرد، آن‌ها از سال ۲۰۱۳ با هم بودند.

## افتخارات

### باشگاهی
موناکو
- لیگ ۱: ۱۷–۲۰۱۶

لیورپول
- لیگ قهرمانان اروپا: ۱۹–۲۰۱۸سوپرجام اروپا۲۰۱۸-۲۰۱۹لیگ برتر ۲۰۱۹-۲۰۲۰جام حذفی ۲۰۲۲-۲۰۲۳جام خیریه ۲۰۲۲-۲۰۲۳